# Ladislav Gerendáš
Ladislav Gerendáš (* 16. prosince 1946 Karlovy Vary), jinak zvaný Géza Gerendáš, je český jazzový trumpetista, filmový a divadelní herec, moderátor a hudebník. Od mládí se věnuje hudbě, jakožto trumpetista působil již v několika renomovaných kapelách hrajících zejména tradiční jazz.
Na počátku 70. let 20. století začínal hrát v Banjo Bandu Ivana Mládka, kde byl poměrně populární i jako estrádní komik. V roce 1981 začíná hrát jako profesionální herec v pražském Studiu Ypsilon. V polovině 80. let se opět vrátil na hudební scénu jako kapelník své vlastní jazzové kapely, jež hrála tradiční jazz. Vystupoval i v roli televizního moderátora pořadů pro děti. Žije v Karlových Varech, kam se přestěhoval po působení v Praze.

## Filmografie, výběr

### Film
- 1982 Fandy, ó Fandy
- 1983 Tři veteráni
- 1984 S čerty nejsou žerty
- 1987 Kam, pánové, kam jdete?
- 1997 Lotrando a Zubejda
- 2002 Útěk do Budína

### Televize
- Malý televizní kabaret
- Ohnivé ženy se vracejí
- Bylinková princezna
- Draculův švagr
- Bylo nás pět
- Saturnin
- Hospoda
- Svatební cesta do Jiljí
- Zdivočelá země
- DO-RE-MI (TV Nova, člen poroty)

### Dabing
- Byl jednou jeden...Člověk
- Byl jednou jeden... Vynálezce
- Asterix a Galové

### Dokument
- Zakázané dějiny
- Vary Karlovy
- Tradice a historická kontinuita